# يو أساكاوا
يو أساكاوا (浅川悠 أساكاوا يو) هي مؤدية أصوات يابانية ولدت في 20 مارس 1975 في طوكيو.

## زواجها
- شوتارو موريكوبو (2007-2009)

## أدوارها في الأنمي

### مسلسلات أنمي تلفزيونية
- لاف هينا - موتوكو أوياما
- فيت/ستاي نايت - رايدر
- فيت/ستاي نايت Unlimited Blade Works - رايدر
- سبايدر رايدرز - بيراين
- رازيفون - شينوبو ميوا
- ناروتو شيبودن - فوكا
- سكول رمبل - إيتوكو أوساكابي
- سكول رمبل:الفصل الدراسي الثاني - إيتوكو أوساكابي
- أزومانغا دايو - ساكاكي
- هيكارو نو غو - يوكي ميتاني
- إيكي توسن Dragon Destiny - تشوون شيريو
- إيكي توسن Great Guardians - تشوون شيريو
- إيكي توسن XTREME XECUTOR - تشوون شيريو
- واغايا نو أويناري ساما - إنجو
- غرافيون - ميزوكي تاتشيبانا
- غرافيون Zwei - ميزوكي تاتشيبانا
- ساموراي 7 - ساناي
- تسوباسا كرونيكل - كالدينا
- فريزينغ - أرنيت ماكميلان
- حفيد نوراريهيون: عاصمة العفاريت - جامي
- أسطورة أراتا - أوسومي
- أختي لا يمكن لها أن تكون بهذه الظرافة. - ميساكي فوجيما
- أحجية الشر - إيرينا
- كيشين هوكو ديمونبين - ماكوتو
- أكامي غا كيل! - ليوني
- الشجعان العشرة - أناستازيا

### أنمي الإنترنت
- وجبة الغداء في منزل إميا - رايدر

### أوفا أنمي
- لاف هينا Again - موتوكو أوياما

### أفلام أنمي
- فيت/ستاي نايت: Unlimited Blade Works - رايدر

## أدوارها في ألعاب الفيديو
- فاينل فانتسي XIII - ليبرو
- فيت/إكستيلا: ذي أمبرال ستار - ميدوسا

## أدوارها في الدبلجة اليابانية
- مدرسة الإمبراطور الجديدة - مالينا

## وصلات خارجية
- يو أساكاوا على موقع IMDb (الإنجليزية)
- يو أساكاوا على موقع ميتاكريتيك (الإنجليزية)
- يو أساكاوا على موقع روتن توميتوز (الإنجليزية)
- يو أساكاوا على موقع قاعدة بيانات الأفلام العربية
- يو أساكاوا على موقع ألو سيني (الفرنسية)
- يو أساكاوا على موقع ميوزك برينز (الإنجليزية)
- يو أساكاوا على موقع أول ميوزيك (الإنجليزية)
- يو أساكاوا على موقع ديسكوغز (الإنجليزية)
- يو أساكاوا على موقع ديسكوغز (الإنجليزية)
- يو أساكاوا على موقع قاعدة بيانات الفيلم (الإنجليزية)